# Tasiocera acanthophallus
Tasiocera acanthophallus är en tvåvingeart som beskrevs av Alexander 1931. Tasiocera acanthophallus ingår i släktet Tasiocera och familjen småharkrankar. Inga underarter finns listade i Catalogue of Life.